# Anna Anderson
Pour les articles homonymes, voir Anderson.
Anna Anderson, morte le 12 février 1984 à Charlottesville, aux États-Unis sous le nom d'Anastasia Manahan, serait, selon une théorie populaire, la princesse Anastasia de Russie, la quatrième fille du tsar Nicolas II, qui aurait échappé à la mort lors du massacre de sa famille le 17 juillet 1918 à Iekaterinbourg. Après enquête, elle serait en fait une Polonaise du nom de Franziska Schanzkowska, née à une date inconnue (peut-être le 16 décembre 1896). C'est la plus célèbre des personnes ayant prétendu (en) avoir survécu au massacre de la famille impériale Romanov de Russie.
En 1920, hospitalisée après une tentative de suicide à Berlin, elle refuse de révéler son identité. D'abord appelée Fraülein Unbekannt (« Mademoiselle Inconnue »), elle utilise ensuite le nom de Tchaïkovski, puis Anderson. En mars 1922, apparaît une théorie selon laquelle elle serait une princesse russe, fille de Nicolas II. Les membres survivants de la famille impériale et des personnes qui connaissaient la princesse, dont son précepteur Pierre Gilliard, affirment qu’il s’agit d’une imposture, mais la thèse prend de l’ampleur.
En 1927, Ernest-Louis de Hesse mène une enquête et conclut qu'Anna Anderson est Franziska Schanzkowska, une ouvrière polonaise avec un historique de maladie psychologique. Après plusieurs années de procès, la cour allemande juge qu’elle n’est pas Anastasia, mais la presse continue à relayer l’affirmation.
De 1922 à 1968, Anderson vit en Allemagne, voyageant régulièrement aux États-Unis où elle a de nombreux soutiens et visite plusieurs sanatoriums et au moins un hôpital psychiatrique. En 1968, elle émigre définitivement aux États-Unis. Peu avant la péremption de son visa, elle épouse le professeur d’histoire Jack Manahan, qui l’appelle « l’excentrique la plus appréciée de Charlottesville ». À sa mort en 1984, ses cendres sont enterrées à Seeon-Seebruck, en Allemagne, sous le nom d'Anastasia Manahan.
Après la chute de l’URSS, la localisation des corps de la famille impériale russe est révélée et leur identité est confirmée par tests d’ADN. Des tests d’ADN conduits sur Anderson montrent que son ADN ne correspond pas à celui des Romanov, mais à celui de Karl Maucher, un petit-neveu de Franziska Schanzkowska. Le consensus scientifique, historique et journalistique est qu’Anna Anderson était bien Schanzkowska.

## Biographie

### Tentative de suicide

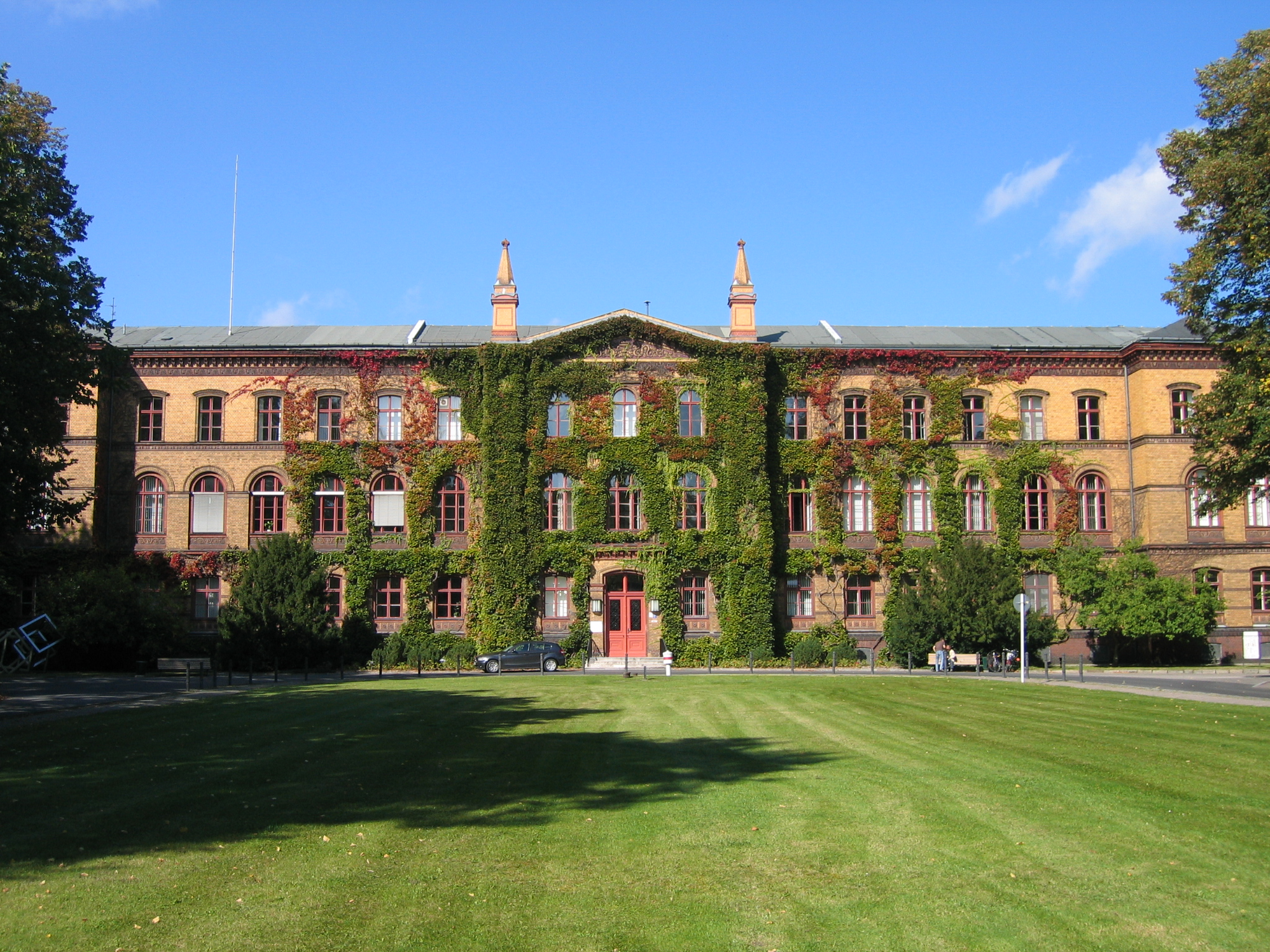
Ancien asile d'aliénés de Dalldorf, aujourd'hui clinique psychiatrique Bonhoeffer.

Le 27 février 1920, une jeune femme tente de se suicider à Berlin, en se jetant du pont du Bendlerblock dans le Landwehrkanal. Elle est sauvée par un policier qui l’emmène aux urgences de l’hôpital Élisabeth, sur la Lützowstraße. N’ayant pas de papiers d’identité et refusant de parler, elle est admise sous le nom Fraülein Unbekannt (« Mademoiselle Inconnue ») dans un hôpital psychiatrique de Berlin-Wittenau, à l’époque appelée Dalldorf. Elle y reste internée deux ans,. La patiente est couverte de cicatrices, sur sa tête et sur son corps, et parle allemand avec un accent que les médecins estiment être russe. Elle a sur le pied une cicatrice en forme de triangle qui, selon l'examen effectué par les experts en 1960, pourrait correspondre à un coup de baïonnette, semblable à celles qu’avaient utilisées les bolcheviks pour exécuter la famille impériale[réf. nécessaire].
Début 1922, Clara Peuthert, une autre patiente, affirme que l’inconnue est Tatiana Nikolaïevna de Russie, une des quatre filles du tsar Nicolas II,,. Sortant de l’hôpital, Peuthert dit au Russe blanc Nicholas von Schwabe qu’elle a vu la princesse Tatiana à Dalldorf,,. Schwabe visite l’hôpital et confirme qu’il s’agit de Tatiana,. Il persuade d’autres Russes blancs, dont Zinaida Tolstoï, amie d’Alexandra de Saxe-Altenbourg, de rendre visite à la femme. La baronne Sophie Buxhoeveden (en), ancienne dame de compagnie de la tsarine, se rend à l’asile. Elle déclare que la femme est trop petite pour être Tatiana,,, et part de l’hôpital en affirmant qu’il ne s’agit pas d’une princesse russe,,. Quelques jours plus tard, l’inconnue affirme : « je n’ai jamais dit être Tatiana »,.
Une infirmière, Thea Malinovsky, affirme des années plus tard que la femme a dit être une autre princesse, Anastasia Nikolaïevna de Russie, dès l’automne 1921. Cependant, la patiente elle-même ne s'en souvient pas. Ses biographes ont soit choisi d'ignorer l'affirmation de Malinovsky, soit de l'intégrer à d'autres témoignages,.

### Vie en Allemagne et en Suisse
En mai 1922, Peuthert, Schwabe et Tolstoï estiment que l'inconnue est Anastasia, et Buxhoeveden affirme qu'elle ne lui ressemble absolument pas,. L'inconnue est relâchée et hébergée à Berlin par le baron Arthur von Kleist, un Russe blanc qui était commissaire de police au sein du Royaume de Pologne avant la chute du tsar. Le policier berlinois qui a géré l'affaire, Franz Grünberg, estime qu'il espère des faveurs pour avoir protégé la princesse si l'empire russe est rétabli.
L'inconnue commence à se faire appeler Anna Tchaïkovski, ; selon les archives de la police de Berlin, citées par Krug von Nidda, choisissant ainsi une abréviation courante du prénom Anastasia,, bien que d'autres personnes, dont Peuthert, choisissent de l'appeler Anastasia. Tchaïkovski se fait héberger par des connaissances allemandes, dont Kleist, Peuthert, une famille ouvrière du nom de Bachmann, et chez l'inspecteur Grünberg près de Zossen,,. Grünberg organise une visite entre la femme et Irène de Hesse-Darmstadt, sœur de la tsarine, mais Irène ne la reconnaît pas,,,. Grünberg arrange également une visite de Cécilie de Mecklembourg-Schwerin, à qui Tchaïkovski refuse d'adresser la parole, et qui s'en va perplexe,,,. Dans les années 1950, Cécilie déclare que Tchaïkovski est bien Anastasia,,, une déclaration réfutée par sa famille qui laisse entendre qu'elle souffre de démence.
En 1925, Tchaïkovski est touchée par une infection tuberculeuse de son bras et est soignée dans plusieurs hôpitaux à la suite. Très malade et proche de la mort, elle perd énormément de poids,,. Elle reçoit la visite d'Alexei Volkov, valet de la tsarine, du tuteur d'Anastasia Pierre Gilliard, de sa femme Shura, qui était une servante d'Anastasia, et de la sœur du tsar, Olga Alexandrovna de Russie. Tous expriment de la sympathie pour la malade et s'abstiennent de faire une déclaration publique immédiate, mais chacun nie plus tard que la malade ait été Anastasia,,. En mars 1926, elle est soignée à Lugano avec Harriet von Rathlef. Le prince Valdemar de Danemark paie pour la convalescence par le biais de l'ambassadeur danois en Allemagne, Herluf Zahle, le temps que son identité soit confirmée,. Pour l'autoriser à voyager, le bureau de l'immigration berlinois lui fournit un certificat temporaire portant le nom d'Anastasia Tchaïkovski et les informations personnelles de la princesse Anastasia. Après une dispute avec Rathlef, Tchaïkovski est envoyée au sanatorium de Sillachhaus à Oberstdorf en juin 1926 et Rathlef retourne à Berlin,,.
À Oberstdorf, Tchaïkovski reçoit la visite de Mme Melnik, née Tatiana Botkina, la nièce de Serge Boktin, qui est à la tête du bureau des réfugiés russes de Berlin et la fille du médecin de la famille royale, Evgueni Sergueïevitch Botkine, tué avec la famille du tsar en 1918. Melnik a déjà rencontré Anastasia et l'a vue pour la dernière fois en février 1917. Elle estime que Tchaïkovski ressemble à Anastasia, mais observe que « la bouche a changé et visiblement épaissi, et parce que son visage est si maigre, son nez semble plus grand qu'avant,,. » Dans une lettre, elle écrit : « Son attitude est enfantine, et généralement on ne peut la traiter comme une adulte responsable, mais la diriger comme une enfant. Elle n'a pas seulement oublié les langues, mais a de manière générale perdu le pouvoir d'une narration juste... elle raconte les histoires les plus simples de façon incorrecte et incohérente, il ne s'agit que de mots enchaînés dans un allemand impossiblement faux... Son défaut touche manifestement sa mémoire et sa vision. » Elle déclare ensuite que Tchaïkovski est bien Anastasia, et suppose que son incapacité à se souvenir des événements et son refus de parler russe sont causés par sa maladie mentale et physique,. Melnik apprend à Tchaïkovski de nombreuses informations sur la vie de la famille impériale.
En 1927, Valdemar est poussé par sa famille à cesser de soutenir Tchaïkovski financièrement,. Le duc Georges Maximilianovitch de Leuchtenberg l'héberge au château de Seeon,,. Tchaïkovski cite pour se justifier « l'oncle Ernie », c'est-à-dire Ernest-Louis de Hesse, frère de l'ex-tsarine, et révèle l'avoir vu la dernière fois en décembre 1916 en Russie. Cette allégation sous-entend un grave secret politique : ce prince allemand, par cette visite clandestine, aurait envisagé de trahir ses alliés par une paix séparée avec la Russie. Ernst de Hesse nie farouchement et engage un détective privé, Martin Knopf, pour enquêter sur la véritable identité d'Anna Tchaïkovski,,,. Knopf affirme que Tchaïkovski est en réalité une ouvrière polonaise, Franziska Schanzkowska,,. Schanzkowska a travaillé dans une usine de munitions pendant la Première Guerre mondiale ; peu après la mort de son fiancé au front, elle lâche accidentellement une grenade qui explose, la blessant à la tête et tuant un contremaître sous ses yeux,,. Elle devient dépressive et apathique, est déclarée folle le 19 septembre 1916,, et est internée dans deux asiles consécutifs. Début 1920, elle est déclarée disparue à Berlin et sa famille n'a plus jamais de nouvelles d'elle,. En mai 1927, le frère de Franziska Schanzkowski, Felix, est présenté à Tchaïkovski à Wasserburg. Le fils de Leuchtenberg, Dmitri, est convaincu que Tchaïkovski est une usurpatrice et que son frère l'a reconnue,, mais sa sœur Natalie croit le contraire,. Leuchtenberg lui-même ne parvient pas à se faire un avis,. D'après un témoignage, Felix aurait d'abord déclaré que Tchaïkovski est bien sa sœur Franziska,,, mais dans son témoignage écrit, il ne parle que d'une « forte ressemblance », il souligne des différences physiques et dit qu'elle ne l'a pas reconnu,. Plusieurs années plus tard, la famille de Felix affirme qu'il a reconnu sa sœur mais a décidé de la laisser vivre sa nouvelle vie, bien plus confortable que tout ce qu'elle aurait pu vivre en temps normal.
Félix Ioussoupov se rend au château et écrit à son ami Andreï Vladimirovitch de Russie : « J'affirme catégoriquement qu'elle n'est pas Anastasia Nicolaievna, mais juste une aventurière, une hystérique malade et une actrice terrifiante. Je ne comprends simplement pas comment qui que ce soit pourrait en douter. Si vous l'aviez vue, je suis convaincu que vous reculeriez d'horreur à l'idée que cette créature effrayante puisse être une fille de notre Tsar. » Cependant, d'autres soutiennent cette thèse, dont Felix Dassel, un officier qui a reçu une visite d'Anastasia dans un hôpital en 1916, et Gleb Botkin, le frère de Tatiana Melnik, qui a connu Anastasia enfant,.

### Vie aux États-Unis
En 1928, la cause de Tchaïkovski commence à être connue aux États-Unis, où Gleb Botkin a publié plusieurs articles en sa faveur,. Une cousine éloignée d'Anastasia, Xenia Leeds, s'y intéresse,,. Botkin et Leeds organisent un voyage de Tchaïkovski aux États-Unis à bord du Berengaria aux frais de Leeds. Pendant son voyage, elle s'arrête à Paris, où elle rencontre Andreï Vladimirovitch de Russie, qui est convaincu qu'elle est la véritable Anastasia,,. Tchaïkovski vit six mois chez les Leeds à Oyster Bay,,.

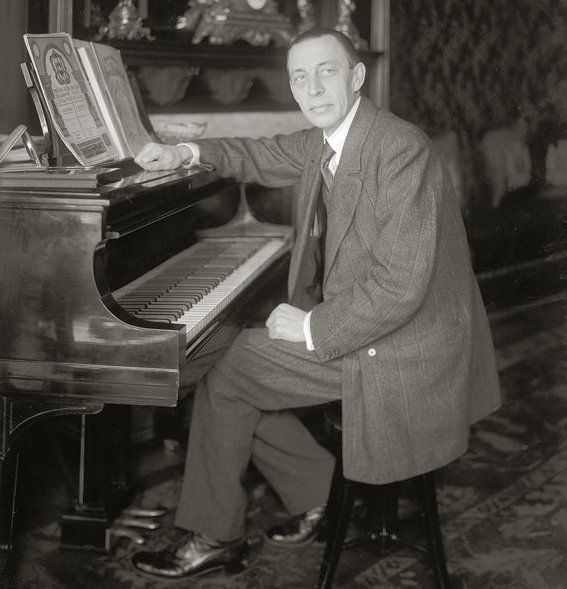
Le pianiste et compositeur Sergueï Rachmaninov offre à Anna Tchaïkovski un séjour au Garden City Hotel de Long Island.

Peu avant le dixième anniversaire de la mort du Tsar en juillet 1928, Botkin engage un avocat, Edward Fallows, et lui demande d'organiser le transfert des possessions du tsar en dehors de l'Union des républiques socialistes soviétiques. La mort du tsar n'ayant jamais été prouvée, ce patrimoine ne peut être distribué que dix ans après la date supposée de son exécution,,;. Fallows monte une entreprise, la Grandanor Corporation (un acronyme de Grand Duchess Anastasia of Russia),,,. Tchaïkovski affirme que le tsar aurait stocké de l'argent à l'étranger, ce qui fait naître des rumeurs sur une potentielle fortune des Romanov cachée en Angleterre,. Les parents survivants des Romanov accusent Botkin et Fallows de chasser la fortune du tsar ; en retour, Botkin affirme qu'ils essaient de déposséder la princesse de son héritage,,. Aucun montant important n'a été trouvé, en dehors d'une petite somme en Allemagne distribuée aux parents proches du tsar. Après une dispute, peut-être causée par la volonté de Tchaïkovski de toucher une part de l'héritage (mais pas causée par son affirmation qu'elle est Anastasia),,, Tchaïkovski quitte les Leeds et va vivre au Garden City Hotel de Hempstead à l'invitation de Sergueï Rachmaninov, puis dans une petite maison de campagne. Pour éviter la presse, elle commence à se faire appeler Anna Anderson,,,.
En octobre 1928, après la mort de la mère du tsar, Dagmar de Danemark, les douze parents les plus proches du tsar se retrouvent aux funérailles et signent une déclaration affirmant qu'Anderson est une imposteuse,; Krug von Nidda in . La Déclaration de Copenhague indique : « Notre sens du devoir nous oblige à établir que l'histoire n'est qu'un conte de fées. Le souvenir de nos êtres chers serait terni si nous permettions que cette histoire fantasque s'étende et soit prise au sérieux,. » Botkin répond par une lettre ouverte à Xenia, qualifiant la famille d'« avare et sans scrupules » et l'accusant de vouloir s'approprier l'héritage d'Anderson,,.
À partir de début 1929, Anderson vit avec Annie Burr Jennings, une femme riche de Park Avenue contente d'héberger une princesse. Pendant dix-huit mois, Anderson est de tous les événements mondains,. Elle commence ensuite à perdre pied, ayant des crises de colère, tuant son perroquet domestique, et courant une fois nue sur son toit,. Le 24 juillet 1930, le juge Peter Schmuck de la Cour suprême de New York la fait interner. Elle s'enferme dans sa chambre, et les policiers doivent défoncer la porte avec une hache et l'emmener de force au Four Winds Sanatorium de Westchester, où elle reste un peu plus d'un an,. En août 1931, elle revient en Allemagne, accompagnée d'une infirmière, à bord du Deutschland IV,. Jennings paie pour le voyage, les soins au sanatorium et six mois de soins dans une maison de repos près de Hanovre. À son arrivée, Anderson est considérée comme saine d'esprit,, mais n'a nulle part où aller, et puisque sa chambre est prépayée, elle y passe donc les six mois.

### Retour en Allemagne
Le retour d'Anderson en Allemagne a une forte couverture médiatique et lui attire le soutien d'une partie de l'aristocratie allemande. Elle vit à nouveau de façon itinérante, invitée par diverses personnes. En 1932, le tabloïd britannique News of the World l'accuse d'être une actrice roumaine qui cherche à escroquer des célébrités,. Son avocat le poursuit pour diffamation, mais l'affaire continue jusqu'au début de la Seconde Guerre mondiale puis est annulée car les résidents allemands ne sont pas autorisés à engager des poursuites dans un pays ennemi. À partir de 1938, des avocats d'Anderson en Allemagne remettent en question la distribution de l'héritage du tsar à sa famille reconnue, qui conteste son identité en réponse,. Le procès continue sans conclusion pendant plusieurs décennies ; Louis Mountbatten finance les frais légaux de quelques-unes de ses connaissances allemandes contre Anderson,. L'affaire devient le plus long procès de l'histoire d'Allemagne,.
Anderson voit la famille Schanzkowski pour la dernière fois en 1938. Gertrude, la sœur de Franziska Schanzkowska, est convaincue qu'Anderson est bien sa sœur,,. Or, le rendez-vous a été organisé par le gouvernement nazi pour déterminer l'identité d'Anderson et l'emprisonner pour usurpation si elle est Schanzkowska. La famille refuse de témoigner contre elle,. En 1940, Edward Fallows, l'avocat d'Anderson, meurt après avoir dépensé tout son argent pour tenter de faire gagner une partie de l'héritage du tsar à la Grandanor Corporation,,. Vers la fin de la guerre, Anderson vit avec Louise de Saxe-Meiningen au château Winterstein, qui est intégré à la zone d'occupation soviétique en Allemagne. En 1946, le prince Frédéric de Saxe-Altenburg l'aide à se rendre dans la zone française, à Bad Liebenzell,.
Le prince Frédéric installe Anderson dans une caserne militaire d'Unterlengenhardt, près de la Forêt-Noire, où elle reçoit des visites de nombreux curieux,,. Lili Dehn, amie de la tsarine, lui rend visite et estime qu'il s'agit d'Anastasia,,, mais le professeur d'anglais des enfants de la famille impériale Sydney Gibbes la rencontre et l'accuse d'être une imposteuse,,. Anderson s'enferme chez elle, devient une recluse et s'entoure de ses chats,, ; sa maison commence à tomber à l'abandon. En mai 1968, Anderson est découverte à moitié inconsciente dans sa maison et amenée à un hôpital à Neuenbürg,. Pendant son absence, le prince fait nettoyer la maison et euthanasier son chien et ses soixante chats,. Horrifiée, Anderson accepte l'invitation de Gleb Botkin à retourner aux États-Unis,.

### Fin de vie
Botkin vit à Charlottesville, sur le campus. C'est son ami John Eacott Manahan, surnommé Jack et professeur d'histoire, qui paie le voyage d'Anderson,,. Elle arrive dans le pays avec un visa de tourisme valable six mois ; peu avant l'expiration du visa, elle épouse Manahan, de vingt ans plus jeune qu'elle, le 23 décembre 1968. Botkin est leur témoin,. Manahan est ravi du mariage, bien qu'il ne s'agisse que d'une union purement pratique, ; le couple fait chambre à part à Charlottesville et est propriétaire d'une ferme à Scottsville. Botkin meurt en décembre 1969,. En février 1970, le procès pour l'héritage se termine par un non-lieu,,.

Les Manahan sont des excentriques très connus à Charlottesville,. Jack Manahan est riche, mais le couple vit dans la misère avec de nombreux chiens et chats et des amoncellements d'ordures,,. Le 20 août 1979, Anderson est envoyée à l'hôpital Martha Jefferson de Charlottesville pour une obstruction intestinale. Le docteur Richard Shrum lui enlève une tumeur gangrenée et une partie de son intestin,. En novembre 1983, Anderson est internée et mise sous la tutelle de l'avocat William Preston par un tribunal local,. Quelques jours plus tard, Manahan l'enlève de l'hôpital et ils passent trois jours en cavale en Virginie, ; après une alerte policière dans 13 États, ils sont retrouvés et Anderson est à nouveau internée,. En janvier 1984, elle a sûrement eu une crise cardiaque et le 12 février 1984, elle meurt d'une pneumonie et son corps est incinéré,. Ses cendres sont enterrées au cimetière de Seeon sous le nom d'« Anastasia Manahan 1901-1984 »,,,.

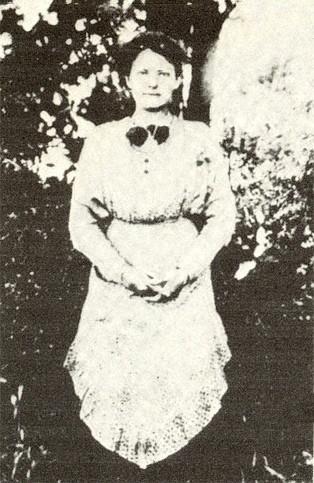
Franziska Schanzkowska, vers 1913

## Controverse après la mort d'Anderson

### Thèses qui soutiennent une imposture
La mère de Nicolas II, l'impératrice douairière Marie Feodorovna, la sœur de l'Impératrice, la princesse Irène de Prusse, le précepteur des enfants Romanov, Pierre Gilliard et des domestiques estiment qu'Anna Anderson n'est pas Anastasia. Anderson parle très mal le russe et correctement l'allemand, langue que la vraie grande-duchesse Anastasia aurait refusé d'apprendre.

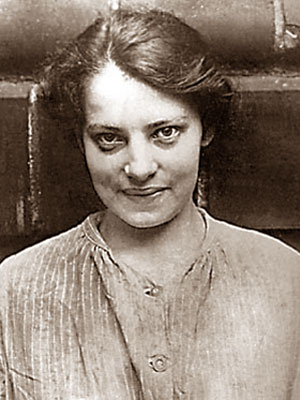
Anna Anderson en 1920.

 Mais certains affirment que les filles du tsar, occidentalisées, ne parlaient le russe qu'avec les domestiques. De plus, après la mort de Pierre Gillard en 1962 on découvrit dans ses archives des cahiers des filles prouvant — contrairement à ce qu'il avait toujours affirmé — qu'elles avaient toutes pris des cours d'allemand avec lui.

### Analyses ADN

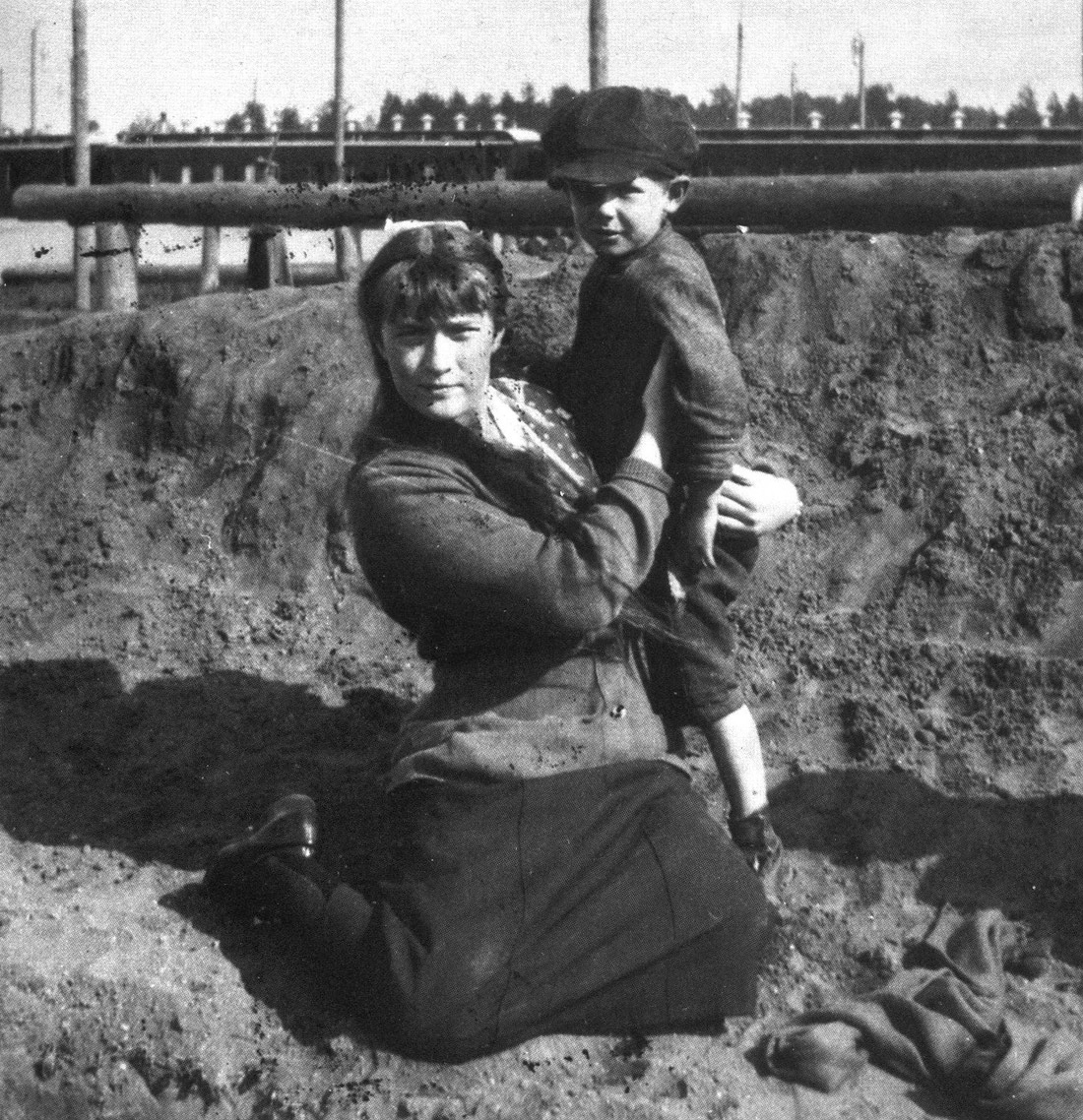
La grande-duchesse Anastasia en 1916.

En juillet 1991, dans la forêt de Koptiaki au lieu-dit de la « fosse aux troncs » sont exhumés sous l'autorité de l'Académie des sciences d'URSS des ossements, les restes de quatre hommes entre 50 et 65 ans, deux femmes de 50 ans, une jeune femme de 20-25 ans et deux jeunes filles de 18-20 ans. En 1998, la commission gouvernementale conclut en s'appuyant sur les expertises faites avec les techniques de la biologie moléculaire et du génie génétique en Angleterre, à l'authenticité des ossements de la famille Romanov. En 1979, pendant l'opération de l'intestin d'Anna Anderson, un morceau de son côlon est prélevé et conservé.

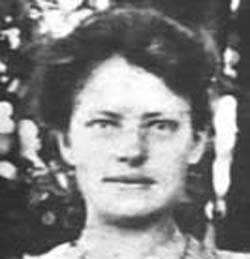
Franziska Schanzkowska en 1916.

En 1994, on compare donc l'ADN mitochondrial d'Anna Anderson avec celui du prince Philip, duc d'Édimbourg dont la grand-mère maternelle, Victoria de Hesse-Darmstadt, est la sœur de l'impératrice consort Alexandra Feodorovna Romanova, mère de la grande-duchesse Anastasia. Le test se révèle négatif, Anna Anderson n'est pas une Romanov. En revanche, on compare ce même ADN mitochondrial avec celui fourni dans un échantillon sanguin en 1994 par Karl Maucher, petit-fils de Gertrude Schanzkowska, la sœur de Franziska Schanzkowska, une ouvrière polonaise, et le test se révèle positif. Franziska Schanzkowska est donc la véritable identité d'Anna Anderson.
En 2008, le laboratoire de la faculté de médecine de l'université du Massachusetts confirme que tous les membres de la famille Romanov ont bien été exécutés.

### Thèses qui soutiennent Anderson - 1
En 1965, un témoin assermenté, le prince Dimitri Galitzine, confirme devant le tribunal de Hambourg l'allégation d'Anna Anderson.
Elle est reconnue comme la grande-duchesse Anastasia par Tatiana Botkina et son frère Gleb dans les années 1920. L'année suivant la mort d'Anderson, Tatiana Botkine publie un livre sur la princesse,. Gleb Botkine affirme que, contrairement à ce que disent ses détracteurs, Anderson parle et comprend le russe. Elle est également identifiée par deux cousins germains allemands des cinq enfants de Nicolas II et de l'impératrice, les princes Frédéric Ernest de Saxe-Altenbourg (1905-1985) et Sigismond de Prusse (1896-1980), qui défendent Anna Anderson pendant ses procédures des années 1950 et 1960.
En 1927, le capitaine Felix Dassel qui, blessé en 1916, est soigné à l’hôpital par les grandes-duchesses Maria et Anastasia, tente plusieurs fois de la piéger en lui communiquant de fausses informations, qu'elle corrige aussitôt. Il acquiert alors la conviction que cette dame est bien la quatrième fille du tsar et n'en démord plus. En 1958, peu avant sa mort, il témoigne de nouveau sous serment l'avoir reconnue.
En France, à partir de 1957, la journaliste du Figaro Dominique Auclères, après confrontation de tous les points de vue, et après avoir découvert qu'elle parlait le français et servait le thé au lait à l'anglaise selon les habitudes de la tsarine, consacre un livre à l'affaire en affirmant qu'Anderson est bien la princesse.
Une lettre écrite par le grand-duc André en 1928 à la grande-duchesse Olga de Russie, sœur de Nicolas II est publiée en 1960. Il y écrit : « j'ai passé deux jours avec elle, je l'ai observé de près attentivement et je dois dire en toute conscience qu'Anastasia Tschaikowkaya n'est autre que ma nièce Anastasia Nicolaïevna. Je l'ai reconnue immédiatement et l'observation ultérieure n'a fait que confirmer ma première impression. Dans toute cette affaire, il n'y a vraiment aucun doute : elle est Anastasia ».
Après la publication des résultats ADN, d'autres travaux continuent à vouloir confirmer Anna Anderson comme princesse Anastasia,,.

### Thèses qui soutiennent Anderson - 2
Le débat a cependant pris une tournure inattendue en faveur de sa réhabilitation à partir de 1976 par les travaux d'Anthony Summers, Tom Mangold et un ouvrage de Michel Wartelle de 2008, par des éléments qui feraient redoutablement concurrence aux tests ADN.
L'examen de l'intégrale du dossier Sokolov, dont seule une petite partie avait été publiée, indique qu'il n'y a peut-être pas eu de massacre de l'impératrice et de ses quatre filles à Ekatérinbourg mais une évacuation des cinq femmes vers Perm, où elles auraient été vues prisonnières au complet par au moins un témoin oculaire, l'infirmière Natalia Moutnik, en septembre 1918, tandis que de nombreux autres témoins y auraient eu connaissance de la fuite et/ou tentative de fuite d'une des filles, qui se trouverait être Anastasia. L'ouvrière polonaise qu'elle serait et/ou les imposteurs qui la manipulaient pouvaient-ils le savoir ou le deviner ? Anna Anderson qui, aux dires même de Tatiana Botkine, n'a jamais en personne communiqué une version détaillée du massacre, a dit en 1974 à Summers et Mangold : « il n'y a jamais eu de massacre à Ekatérinbourg... mais je ne peux pas en dire plus ».
En 1982, un certain Alexis Durazzo publia un livre dans lequel il affirma être son petit-neveu, le cousin éloigné du prince Frédéric-Ernest de Saxe, qui confirma. En même temps, Durazzo affirmait être le petit-fils de Maria Romanov qui serait décédée d'un cancer en 1970, ainsi que le petit-neveu de deux anciennes « prétendantes » de l'après-guerre : Marga Boodts/Olga, « Madame Michaelis »/Tatiana. Or il se trouve qu'en 1957, Sigismond de Prusse aurait identifié en Magda de Boodts, après une rencontre — au cours de laquelle ils se racontèrent des souvenirs d'enfance —, sa cousine germaine russe. D'après un testament olographe produit par Alexis Durazzo, son arrière-grand-mère, l'impératrice, sa grand-mère et ses trois grand-tantes ne furent pas tuées à Ekatérinbourg en juillet 1918 mais bien évacuées à Perm jusqu'en octobre suivant. D'après Durazzo, Maria Romanov bénéficia en octobre 1918 d'une fausse identité que lui donna le commissaire soviétique aux affaires étrangères, Gueorgui Tchitcherine, grâce à un lien de parenté avec la tsarine. En avril 1922, lors de son premier déplacement à l'étranger à la conférence de Gênes, Tchitchérine ne reconnut que l'exécution du tsar : « Le tsar est mort. Je ne sais pas exactement ce qu'il est advenu de la tsarine et des enfants. Je pense qu'ils ont été transportés à l'étranger ». En 1919, à Bucarest, Maria aurait épousé le prince ukrainien Nicolas Dolgorouki et retrouvé temporairement sa sœur Anastasia en présence de la Reine Marie de Roumanie à qui, d'après le fils d'un diplomate roumain, Yvan Guika, déposant en 1984, le Grand Duc Cyril Wladimirovitch Romanov enjoignit de taire les deux passages impériaux féminins.
Les recherches de Michel Wartelle ont peut-être attesté ce pronostic, l'ancien témoignage de Natalia Moutnikh, la confidence d'Anna Anderson, la déclaration de Tchitchérine et le témoignage d'Yvan Guika ; il s'agirait de trois pierres tombales italiennes qui porteraient les noms de trois femmes de la famille Romanov. L'une se trouverait à Rome au nom de S.A.I. Maria Nicolaïevna Romanov-Dolgorouri (1899-1970). La deuxième, près du lac de Côme jusqu'en 1995, aurait porté en allemand l'épitaphe « En souvenir d'Olga Nicolaïevna, fille aînée du tsar Nicolas II (1895-1976) ». Enfin, la troisième serait dans un couvent florentin où reposerait « Alicia d'Acia (1872-1942) » identifiée comme la tsarine Alexandra.
Par ailleurs les chercheurs cités ont reproduit une pièce qui fut une première fois portée au dossier par la requérante en appel à Hambourg et qui met encore plus en difficulté les dénégations et attaques passées d'Ernest de Hesse. Le 27 septembre 1918, celui-ci fit parvenir en Grande-Bretagne un télégramme à sa sœur Victoria via la princesse Louise de Suède, où il indiquait savoir « de deux sources sûres qu'Alix et tous les enfants sont en vie ». De surcroît, les tests ADN des années 1990 et 2000 sont postérieurs à la mort d'Anna Anderson et à celle de ses proches. Anthony Summers et Tom Mangold, faisant l'historique de cette affaire, firent le détail dans leur ouvrage, Le dossier Romanov, des multiples examens auxquels elle accepta de se livrer dès les années 1920, comme des analyses graphologiques ou celles de son corps portant bien les cicatrices d'Anastasia Romanov. Ils aboutirent dans les années 1960 au rejet de l'identité roturière et polonaise invoquée autrefois par le détective privé d'Ernst de Hesse.

## Postérité dans les œuvres de fiction
En 1928, le film silencieux Clothes Make the Woman (en) s'inspire très librement de l'histoire d'Anderson.

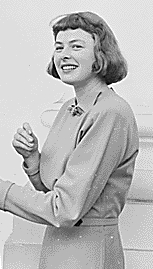
Ingrid Bergman obtient un Oscar pour son rôle dans Anastasia.

En 1953, Marcelle Maurette écrit une pièce de théâtre appelée Anastasia; Viveca Lindfors y joue le rôle principal dans des tournées européennes et américaines. En 1956, Guy Bolton en fait une adaptation au cinéma, Anastasia. L'histoire suit un groupe d'escrocs qui tentent de voler l'argent d'émigrés russes en leur faisant croire que la princesse est toujours vivante. Une amnésique, Anna, est entraînée par les escrocs pour remplacer Anastasia. Les origines d'Anna sont inconnues, et le scénario laisse entendre qu'il pourrait s'agir de la vraie Anastasia devenue amnésique, une question qui reste en suspens à la fin du film.
Au même moment, Anastasia, la dernière fille du tsar sort avec Lilli Palmer dans le rôle principal. Il a sensiblement la même histoire, avec un personnage principal plus souffrant et confus.
En 1965, la comédie musicale Anya, qui s'appuie sur la pièce de théâtre de Maurette et utilise la musique de Sergueï Rachmaninov, est lancée à Broadway avec Constance Towers dans le rôle d'Anya et Lillian Gish dans le rôle de l'impératrice mère, mais elle est un échec commercial.
En 1967, Kenneth MacMillan fait jouer le ballet Anastasia, utilisant l'autobiographie d'Anderson comme base d'inspiration. Le personnage principal est joué par Lynn Seymour.
En 1978, Royce Ryton écrit I Am Who I Am sur Anna Anderson, la présentant comme une personne digne mais victimisée par l'avarice et les peurs de son entourage. Il n'essaie pas de déterminer la véritable identité d'Anderson.
En 1986, une mini-série en deux épisodes appelée Anastasia est produite par NBCUniversal et a Amy Irving dans le rôle principal, lui rapportant une nomination aux Golden Globes.
En 1992, Anna Anderson est un personnage du ballet de Youri Vámos Sleeping Beauty – Last Daughter of the Czar, basé sur La Belle au bois dormant de Piotr Ilitch Tchaïkovski.
En 1997, le personnage principal du film d'animation Anastasia de Fox Animation Studios est présenté comme la véritable princesse Anastasia, alors que le film sort après les tests d'ADN prouvant qu'Anna Anderson n'est pas la princesse.
En 2019, la mini-série Netflix Les Derniers tsars privilégie la thèse selon laquelle les sept membres de la famille impériale ont été exécutés dans la « maison à destination spéciale ». Il n'y a donc selon cette série aucun rescapé, et la femme qui prétend être Anastasia est présentée, dans un second temps, comme une impostrice.
Le jeu vidéo Assassin's Creed Chronicles: Russia, sorti en 2016, met en scène le sauvetage de la princesse Anastasia par l'assassin Nicolaï Orlov. Les deux personnages parcourent ensuite la Russie en proie à la guerre civile en tentant d'échapper à la fois aux Templiers, aux Assassins et aux bolchéviks. La dernière scène du jeu montre Nicolaï donnant de faux papiers à Anastasia au nom de Anna Anderson afin qu'elle puisse quitter le pays sans encombre.

#### Articles
- Mark Stoneking, Terry Melton, Julian Nott, Suzanne Barritt, Rhonda Roby, Mitchell Holland, Victor Weedn, Peter Gill, Colin Kimpton, Rosemary Aliston-Greiner et Kevin Sullivan, « Establishing the identity of Anna Anderson Manahan », Nature Genetics, vol. 9, no 1,‎ 9 janvier 1995 (PMID 7704032, DOI 10.1038/ng0195-9)
- Sieff, Martin, Romanov mystery finally solved, United Press International, 1er mai 2008 (lire en ligne [archive du 24 juin 2009])
- Evgeny I Rogaev, Anastasia P Grigorenko, Yuri K Moliaka, Gulnaz Faskhutdinova, Andrey Goltsov, Arlene Lahti, Curtis Hildebrandt, Ellen LW Kittler et Irina Morozova, « Genomic identification in the historical case of the Nicholas II royal family », Proceedings of the National Academy of Sciences, vol. 106, no 13,‎ 31 mars 2009 (PMID 19251637, DOI 10.1073/pnas.0811190106, Bibcode 2009PNAS..106.5258R)
- Godl, John, Remembering Anna Anderson, Boise, Idaho, Archimandrite Nektarios Serfes, 25 march 2000a (lire en ligne [archive du 25 mars 2009])
- Godl, John, Remembering Anna Anderson : Part II, Boise, Idaho, Father Nektarios Serfes, 26 march 2000b (lire en ligne [archive du 13 novembre 2010])
- Gill, Peter; Ivanov, Pavel L., Kimpton, Colin, Piercy, Romelle; Benson, Nicola; Tully, Gillian; Evett, Ian; Hagelberg, Erika; Sullivan, Kevin, « Identification of the remains of the Romanov family by DNA analysis », Nature Genetics, vol. 6, no 2,‎ février 1994 (PMID 8162066, DOI 10.1038/ng0294-130)
- Michael D Coble, Odile M Loreille, Mark J Wadhams, Suni M Edson, Kerry Maynard, Carna E Meyer, Harald Niederstätter, Cordula Berger, Burkhard Berger, Anthony B Falsetti, Peter Gill, Walther Parson et Louis N. Finelli, « Mystery Solved : The Identification of the Two Missing Romanov Children Using DNA Analysis », PLoS ONE, vol. 4, no 3,‎ 11 mars 2009, e4838 (PMID 19277206, DOI 10.1371/journal.pone.0004838, Bibcode 2009PLoSO...4.4838C)

#### Livres
- (en) Anna Anderson, I, Anastasia : An autobiography with notes by Roland Krug von Nidda translated from the German by Oliver Coburn, Londres, Michael Joseph, 1958 (ISBN 978-0-85594-680-7)
- William Clarke, Romanoff Gold : The Lost Fortune of the Tsars, Stroud, Sutton Publishing, 2007, 454 p. (ISBN 978-0-7509-4499-1)
- John Godl, « Anastasia : The Unmasking of Anna Anderson », The European Royal History Journal, Oakland, Arturo Beeche, no VI,‎ août 1998
- Gutterman, Steve, Bones turn up in hunt for last czar's son, Associated Press, 23 août 2007 (lire en ligne)
- Coryne Hall, Little Mother of Russia : A Biography of Empress Marie Feodorovna, Londres, Shepheard-Walwyn, 1999, 402 p. (ISBN 0-85683-177-8)
- Greg King et Penny Wilson, The Resurrection of the Romanovs, Hoboken, John Wiley & Sons, 2011, 432 p. (ISBN 978-0-470-44498-6)
- John Klier et Helen Mingay, The Quest for Anastasia, Londres, Smith Gryphon, 1995 (ISBN 1-85685-085-4)
- Peter Kurth, Anastasia : The Life of Anna Anderson, Londres, Jonathan Cape, 1983, 450 p. (ISBN 0-224-02951-7)
- Peter Kurth, Tsar, Toronto, Little, Brown, 1995 (ISBN 0-316-50787-3)
- James Blair Lovell, Anastasia : The Lost Princess, Londres, Robson Books, 1991, 526 p. (ISBN 0-86051-807-8)
- Robert K. Massie, The Romanovs : The Final Chapter, Londres, Random House, 1995 (ISBN 0-09-960121-4)
- Bryan Sykes, The Seven Daughters of Eve, New York, Norton, 2001 (ISBN 0-393-02018-5)
- John Van der Kiste et Hall, Coryne, Once A Grand Duchess : Xenia, Sister of Nicholas II, Phoenix Mill, Sutton Publishing, 2002 (ISBN 0-7509-2749-6)
- (en) Ian Vorres, The Last Grand Duchess: Her Imperial Highness Grand Duchess Olga Alexandrovna, Key Porter Books, 6 octobre 2001 (ISBN 1-55263-302-0).
- Michel Wartelle, L'affaire Romanov ou le mystère de la maison d'Ipatiev, Courteau Louise, 2008 (ISBN 2892393027), annexe 14.
- (en) Frances Welch, A Romanov Fantasy : Life at the Court of Anna Anderson, New York, W.W. Norton & Co, 2007, 357 p. (ISBN 978-0-393-06577-0, lire en ligne )
- Nadia Oswald, La Femme qui ressuscite, Paris, Nouvel Attila, 2018, 176 p.  (ISBN 9782371000377)